# Študentski dom ŠD4
Študentski dom ŠD4 (Arhitekt Zdravko Leskovic), ki se nahaja na Cesti v Mestni log 72, je eden od dveh študentskih domov, ki spadajo pod študentske domove v Mestnem logu. Dom stoji v neposredni bližini trgovsko poslovnega centra Murgle in Poti spominov in tovarištva. 
Tik pred domom je tudi LPP postajališče Krimska, kjer ustavlja linija št. 1 in 1B mestnega avtobusnega prevoza. Najbližji izvoz z južne obvoznice je Ljubljana Center. 